# 尼爾斯·波耳研究所

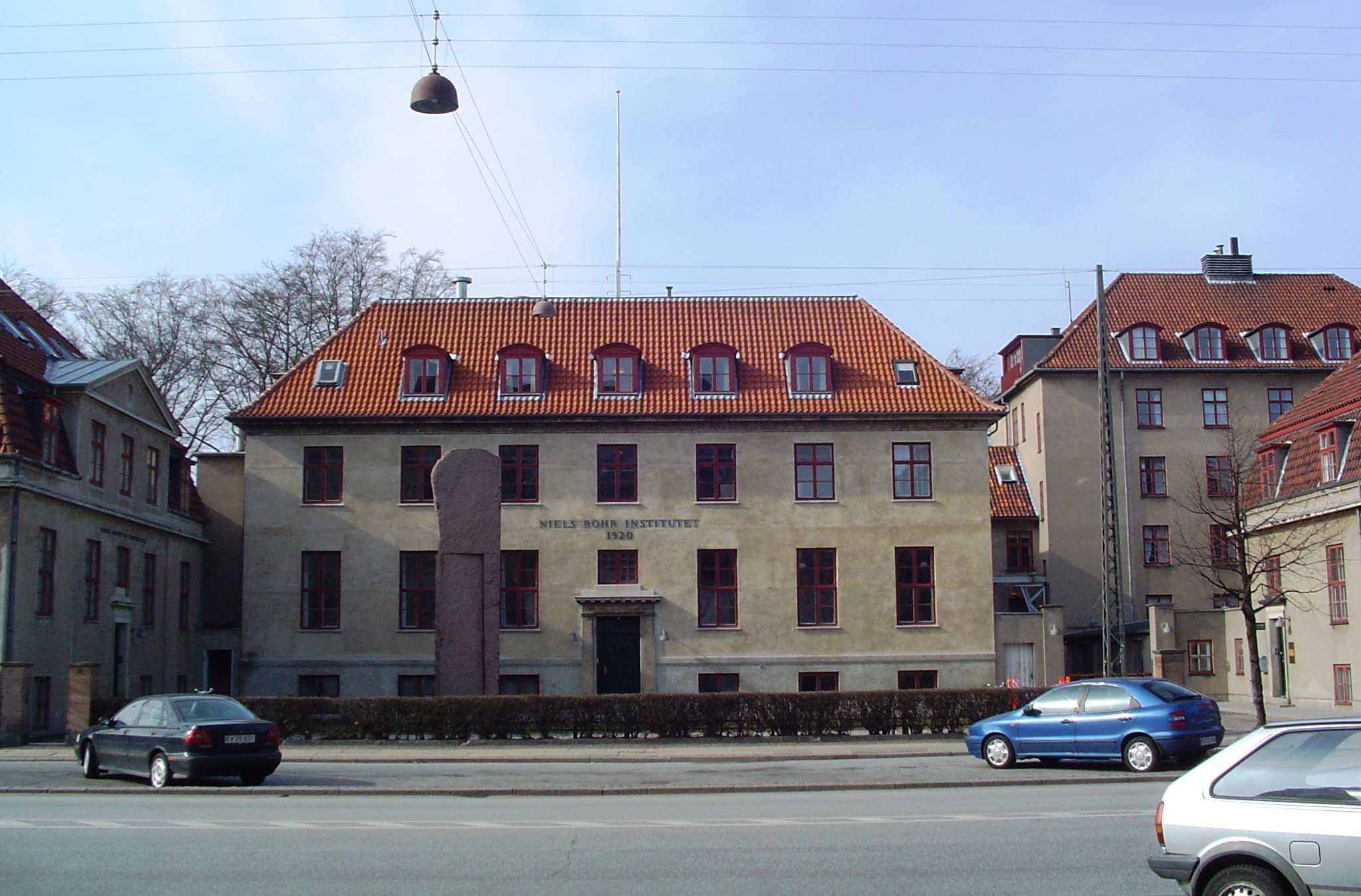
尼爾斯·波耳研究所

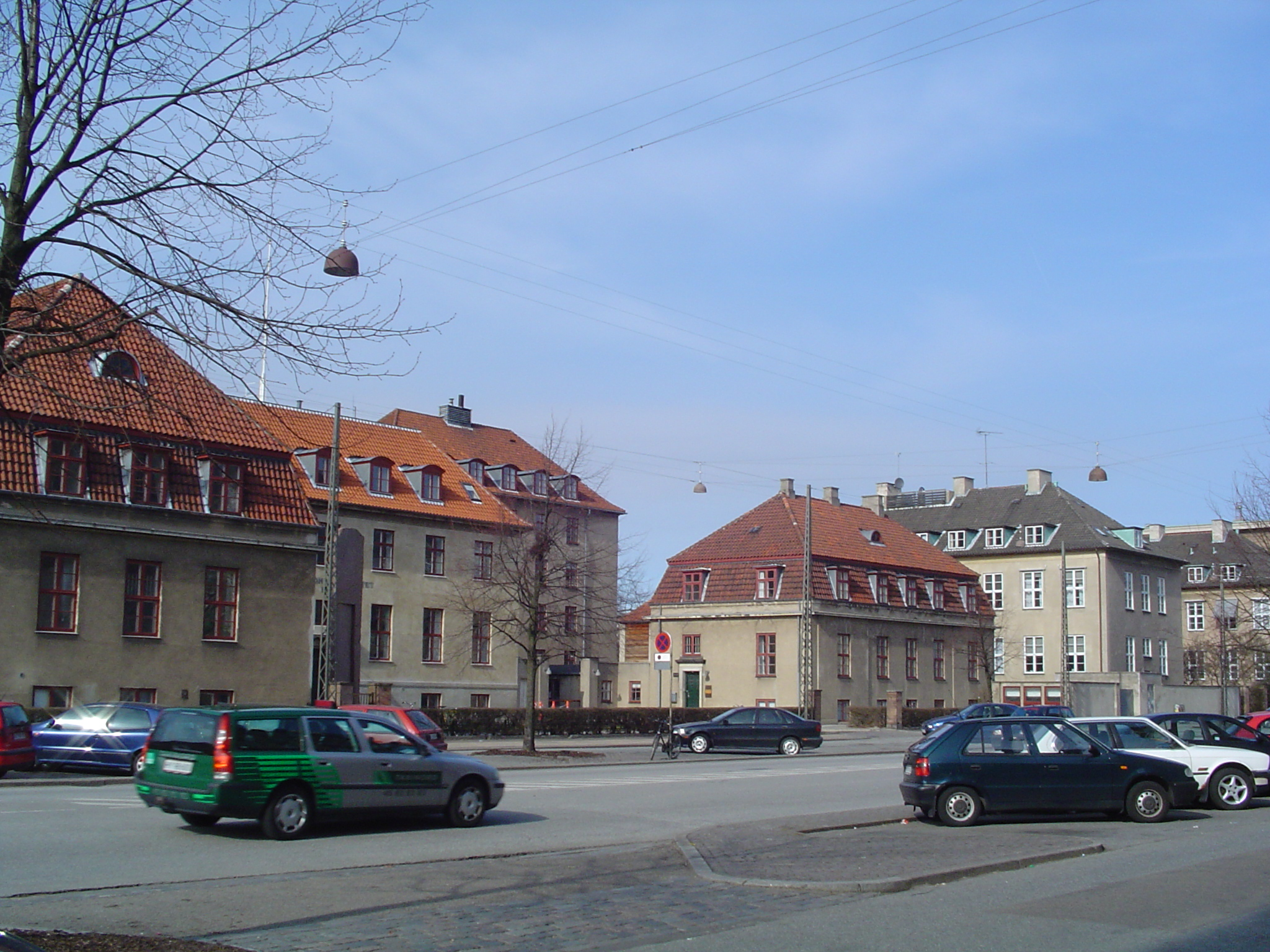
尼爾斯·波耳研究所

尼爾斯·波耳研究所（丹麥語：Niels Bohr Institutet）是哥本哈根大學尼爾斯·波耳天文學、物理學暨地球物理學研究所的一部分。
研究所於1921年成立。著名丹麥理論物理學家尼爾斯·波耳自1914年就在該院校任職。為慶祝波耳的八十歲生日（1965年10月7日），哥本哈根大學理論物理學研究正式成為尼爾斯·波耳研究所。
在1910、20及30年代，該研究所是原子物理學及量子物理學這兩個發展中學科研究的中心。歐洲各地的物理學家（有時甚至更外面的）不時都會來研究所來跟波耳商談新理論及發現。量子力學的哥本哈根詮釋就是該時期在這研究所完成的研究。
1962年尼尔斯·波耳逝世后一直由其子奥格·玻尔担任研究所主任，直至奥格·玻尔2009年去世。

## 外部連結
- 尼爾斯·波耳研究所 （页面存档备份，存于）